# Bojničići
Bojničići, hrvatska plemićka obitelj podrijetlom iz Kninske županije, gdje se prvi put spominju u 13. stoljeću. Od 14. stoljeća posjedovali su grad Bojnik na ušću rijeke Zrmanje, po kojem su dobili ime. Od 1450. godine su u posjedu naselja Plavno. 
Sredinom 15. stoljeća istaknuo se svojim političkim djelovanjem Tomaš Bojničić de Plavno, banovac Dalmacije i Hrvatske od listopada 1451. godine, koji je poslije smrti bana Petra Talovca 1453. godine, obavljao banske poslove. Sklopio je ugovor s mletačkim knezom Splita protiv hercega Stjepana Vukčića Kosače i stavio pod mletačku zaštitu Klis, Sinj, Čačvinu, Petrovac, Ključ, Knin i Lab, koji su pripadali pokojnomu banu. Godine 1456. pokorava se Ulriku II. Celjskom i predaje mu Knin i Lab.
Nakon što su Turci 1522. godine osvojili Knin, Bojničići sele u Slavoniju. Kralj Ferdinand I. Habsburški potvrdio je 19. travnja 1563. godine staro plemstvo braći Baltazaru, Gašparu, Nikoli i Ivanu i dodijelio im grb i pridjevak "od Knina" (de Tininio). Među članovima obitelji, istaknuli su se u 16. stoljeću Juraj Bojničić, koji je bio poslanik kralja Ivana Zapolje kod Ferdinanda I. od 1542. do 1551. godine, i Ivan Bojničić, banovac (1555. – 1571.) te veliki župan Zagrebačke i Križevačke županije.
Od kraja 19. stoljeća do sredine 20. stoljeća ističu se povjesničar i arhivist Ivan Bojničić (1858. – 1925.) te njegov sin Stjepan (1884. – 1927.), dramski glumac i kći Vjera (1883. – 1963.), slikarica i grafičarka.